# Myolepta obscura
Myolepta obscura är en tvåvingeart som först beskrevs av Eduard Becher 1882.  Myolepta obscura ingår i släktet parkblomflugor, och familjen blomflugor.
Artens utbredningsområde är Österrike. Inga underarter finns listade i Catalogue of Life.